# Cendres a les cendres
Cendres a les cendres (títol original, Läif a Séil; comercialitzada internacionalment com The Last Ashes), és una pel·lícula dramàtica western luxemburguesa del 2023 dirigida per Loïc Tanson en el seu debut com a director. Protagonitzada per Sophie Mousel, segueix Hélène, que torna al seu poble natal amb una nova identitat. Buscant venjança i va preparada per fer qualsevol cosa per destruir la família Graff. La pel·lícula es va estrenar al LVI Festival Internacional de Cinema Fantàstic de Catalunya el 9 d'octubre de 2023 i posteriorment es va estrenar a Luxemburg el 25 d'octubre. Rodada en luxemburguès, s'ha subtitulat al català.
Va ser seleccionas com a entrada luxemburguesa per al millor Llargmetratge Internacional als Premis Oscar de 2023 El 7 de desembre, va aparèixer a la llista elegible per ser considerada per als Oscars 2024, però finalment no va ser nominada.

## Argument
Aquest és un western dramàtic contemporani amb protagonistes femenines, que té lloc a Luxemburg l'any 1854.
Hélène torna al seu poble natal prenent una nova identitat per venjar-se de la família Graff. La família Graff governa la seva comunitat amb mà de ferro. Està furiosa en veure com els seus familiars i veïns són oprimits pels cruels i poderosos senyors. Planeja una venjança contra la família elitista i autoritària per destruir-los, en solitari.

## Repartiment[calcitació]
- Sophie Mousel com Hélène/Oona
- Timo Wagner com a Jon
- Jules Werner com a Graff
- Luc Schiltz com a Pier
- Philippe Thelen com a Luc
- Konstantin Rommelfang com el pare d'Hélène
- Larisa Faber com a mare d'Hélène
- Henner Momann com a soldat holandès
- Tommy Schlesser com a Henri
- Marie Jung com a Marie
- Jean-Paul Maes com el pastor Meyers
- Denis Jousselin com a Kremer
- Jeanne Werner com a Sindonie
- Max Gindorff com a Tom
- Colette Kieffer com a dona del poble
- Marc Baum com a Home del poble
- Jules Waringo com a Home del poble
- Pierre Bodry com a Home del poble
- Frank Grotz com Appersmann

## Producció
El 2019, Film Fund Luxembourg va contribuir amb 30.000 euros per al desenvolupament del projecte. El 2020, Film Fund Luxembourg va contribuir 30.000 euros assumint la contribució a 2,8 milions d’euros del pressupost total, que s'estimava en 3.947.432 euros.

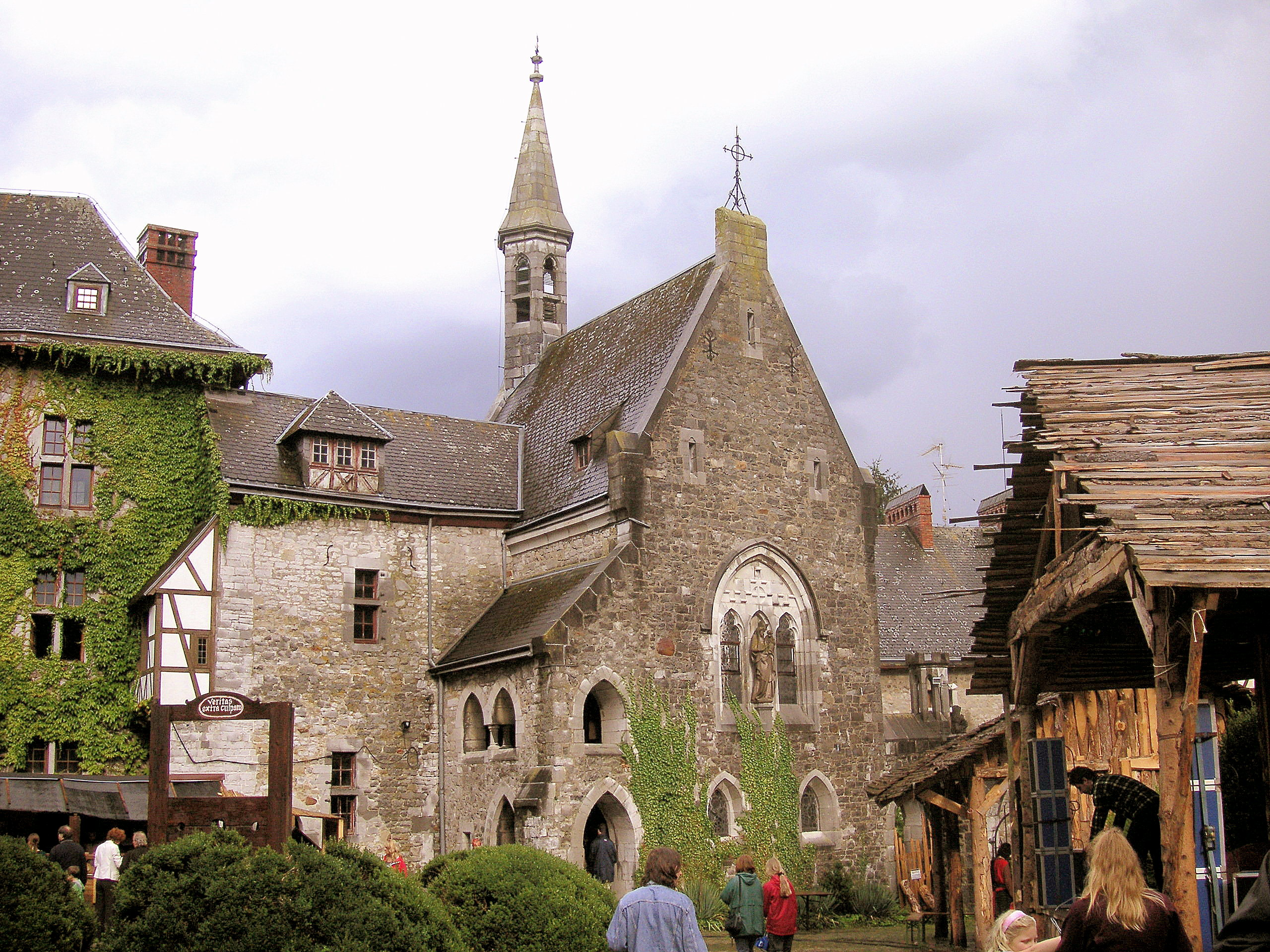
El castell d’Eyneburg a Hergenrath, Bèlgica, on es va rodar la pel·lícula

El rodatge va començar el 25 d'abril de 2022 i es va completar el 25 de juny principalment a prop del castell d'Eyneburg a Hergenrath al municipi de Kelmis, Bèlgica. El 7 de juny de 2022 es van revelar darrere de les escenes del rodatge.

## Estrena
Cendres a les cendres fou seleccionada a la secció Noves Visions del LVI Festival Internacional de Cinema Fantàstic de Catalunya i projectada el 9 d'octubre de 2023 a Sitges.

## Recepció
Duncan Roberts escrivint a Luxemburger Wort va elogiar Loïc Tanson i Frédéric Zeimet per investigar el "vell luxemburguès per crear diàleg amb accents i vocabulari que podria haver estat utilitzat a la dècada de 1880". Roberts també va elogiar la dissenyadora de producció Christina Schaffer "per crear un ambient adequadament trist"; i la dissenyadora de vestuari Magdalena Labuz per un vestit minuciós; i el duo de When Airy Met Fairy (Thorunn Egilsdottir i Mike Koster) per la "música inquietant". Roberts va ser crític amb l'edició de Tanson. Per concloure, va escriure: "Cendres a les cendres és una epopeia ben executada del tipus que es fa massa rarament a Luxemburg". Va afegir: "És una història apassionant i cruenta: hi ha escenes de violència que faran que els espectadors més sensibles s'emocionin, que s'endinsa en un període de la història de Luxemburg que també s'explora rarament".
La pel·lícula és seleccionada com a entrada de Luxemburg per a les nominacions a la 38a edició del Goya a la millor pel·lícula europea competint amb altres nou seleccions de 9 països europeus. La cerimònia dels XXXVIII Premis Goya tindrà lloc el 10 de febrer de 2024 a Valladolid.